# جوایز موسیقی ای‌آرآی‌ای ۲۰۱۴
بیست و هشتمین دوره جوایز موسیقی انجمن صنعت ضبط استرالیا (عموماً به عنوان جوایز موسیقی ای‌آرآی‌ای یا به سادگی ای‌آرآی‌ای شناخته می‌شوند) مجموعه ای از مراسم اهدای جوایز است که شامل جوایز صنعت ای‌آرآی‌ای ۲۰۱۴، جوایز مشاهیر تالار ای‌آرآی‌ای، جوایز ای‌آرآی‌ای فاین آرتز و ای‌آرآی‌ای می‌باشد. مراسم آخر در ۲۶ نوامبر در استر ایونت سنتر و توسط شبکه تن پخش تلویزیونی شد.
نامزدهای نهایی دسته‌های جوایز ای‌آرآی‌ای در تاریخ ۱۰ اکتبر و همچنین نامزدها و برندگان جوایز جوایز فاین آرتز و جوایز صنعت‌گر معرفی شدند. آرا عمومی برای دسته‌بندی‌ها، ترانه سال، بهترین بازی زنده استرالیا، بهترین هنرمند بین‌المللی و بهترین ویدئو استفاده شد.